# Ante Vukman Bebe
Ante Vukman Bebe (Seget Vranjica, 1920. – Seget Vranjica, 1983.) bio je komunistički revolucionar i zapovjednik Segetsko-marinskog partizanskog odreda.

## Životopis
Ante Vukman Bebe potječe iz zemljoradničke obitelji. Rođen je u Vranjici kraj Trogira, od oca Ivana. U obitelji je imao nekoliko braće i sestara.
Zajedno s Tonijem Sorićem i Marinom Vukmanom Krpom bio je među prvim antifašistima Vranjice koji su aktivno i organizirano započeli raditi za NOP. Oni su 1941. i početkom 1942. godine u službi odbora Narodne pomoći organizirali akciju prikupljanja oružja, municije, a kasnije i druge materijalne pomoći za potrebe NOP-a.
Prvi je tajnik Mjesne organizacije SKOJ-a, osnovane u svibnju 1942. Bio je prvi predsjednik Mjesnog NOO Seget Vranjica, osnovanog u srpnju 1942. U partizane je stupio 1. kolovoza 1942.
6. prosinca 1942. pod zapovjedništvom Joze Lozovine Mosora, sudjeluje u akciji u predjelu Kosovica na cesti Vranjica - Vrsine kojom prilikom je likvidirano nekoliko talijanskih vojnika te izvršena zapljena veće količine naoružanja i streljiva.
Jedan je od prvih članova i tajnik stanice KPH Seget Vranjica, osnovane početkom 1943. Sudjelovanje u NOR-u priznato mu je u dvostrukom stažu od početka 1942.
Dana 23. veljače 1943. sudjeluje u likvidaciji Ive Antičevića, organizatora četničkog pokreta u Trogiru. U kolovozu 1943., sudjeluje u akciji otmice i likvidiranja Severina Scarabella, talijanskog fašističkog učitelja i agenta koji se nalazio na dužnosti na otoku Malom Drveniku. 
Nakon proglašenja talijanskog primirja, a tijekom upada sa skupinom partizana u Trogir 09. rujna 1943. biva ranjen u šaku od strane Talijana trogirskog garnizona koji su odugovlačili s predajom partizanima. Postavljen je za zapovjednika Segetsko-marinskog partizanskog odreda NOV Hrvatske 24. listopada 1943. koji je dobio zadatak braniti Trogir od nadiranja njemačko-ustaško-domobranskih snaga iz pravca Šibenika i Splita nakon kapitulacije Italije te sudjeluje u povlačenju jednog bataljuna odreda u pravcu Marina - Vinišće - Drvenik V. - Šolta, 07./ 08.studenog 1943., da bi se 14. i 15. studenog ponovo prebacio na kopno kraj Seget Vranjice te nastavio borbu s odredom.
Jedno vrijeme boravi na Malti i surađuje s britanskim vlastima.
Nakon rata na različitim dužnostima u Jugoslavenskoj armiji i ratnoj mornarici: zapovjednik Portoroža, Boke kotorske, Visa i Lore u Splitu. Nakon toga se angažira na društveno-političkom planu u svojoj rodnoj Seget Vranjici, gdje i umire.